# قياس سكر الدم غير جراحي
مراقبة سكر الدم بطريقة غير جراحية أو مؤدية (NIGM) هي قياس مستويات السكر في الدم، المطلوبة من قبل مرضى السكري لمنع كل من المضاعفات المزمنة والحادة التي يُمكن أن تحصل، دون سحب الدم وثقب الجلد، أو التسبب في الألم أو الجُرح. بدأ البحث عن تقنية ناجحة لقياس سكر الدم دون جرح اليد، نحو عام 1975 واستمر حتى الآن دون أن يكون هنالك منتَج صالح تجاريًا أو سريريًا.

## التاريخ
واعتبارًا من عام 1999، لم توافق إدارة الأغذية والأدوية على بيع سوى منتج واحد من هذه المنتجات، بناءً على تقنية سحب الجلوكوز كهربائيًا عبر الجلد السليم، وقد سُحِب بعد فترة قصيرة بسبب ضعف الأداء والضرر الذي يلحق أحيانًا بجلد المستخدمين.
لقد استثمرت مئات الملايين من الدولارات في شركات سعت إلى حل هذه المشكلة التي طال أمدها. تشمل الأساليب التي تمت تجربتها التحليل الطيفي للأشعة القريبة من تحت الحمراء  (NIRS، قياس الجلوكوز من خلال الجلد باستخدام ضوء ذي أطوال موجية أطول قليلا من المنطقة المرئية)، قياس عبر الجلد (محاولة سحب الجلوكوز من خلال الجلد باستخدام إما المواد الكيميائية أو الكهرباء أو الموجات فوق الصوتية)، وقياس مقدار دوران الضوء المستقطب بواسطة الجلوكوز في الغرفة الأمامية للعين (التي تحتوي على الخلط المائي)، وغيرها الكثير.